# Avenue de Mars (Bruxelles)
L'avenue de Mars (en néerlandais : Maartlaan) est une avenue bruxelloise située sur le territoire de la commune de Schaerbeek et de Woluwe-Saint-Lambert qui va de l'avenue des Cerisiers jusqu'au carrefour de l'avenue de Roodebeek et de la chaussée de Roodebeek en passant par l'avenue de Juillet, l'avenue de Mai, l'avenue d'Avril, l'avenue Herbert Hoover, l'avenue de Février et la rue Aimé Smekens.

## Histoire et description
Les rues du quartier portent le nom des mois de l'année.
La numérotation des habitations va de 1 à 79 pour le côté impair et de 6 à 64 pour le côté pair.

## Adresses notables
à Woluwe-Saint-Lambert :
- no 30 : Elite Consulting
- no 52 : Librairie des Constellations